# RJD
RJD (prescurtare din rusă a «OAO Российские железные дороги», cu sensul de «S.A. Căile Ferate Ruse») este compania națională rusă de căi ferate. RJD este cel de-al doilea grup feroviar la nivel mondial și are venituri anuale de aproximativ 40 miliarde USD.
În iunie 2007, compania dispunea de 85.500 kilometri de căi ferate (locul doi după SUA) și cu 1 075 700 angajați.

## Legături externe
- ru  www.rzd.ru Arhivat în 11 octombrie 2018, la Wayback Machine. - Site web oficial
- en  eng.rzd.ru - Site web oficial
- ru  en  www.poezda.net - Sit web cu informații despre mersul trenurilor din țările CSI